# La Gioconda (Ponchielli)

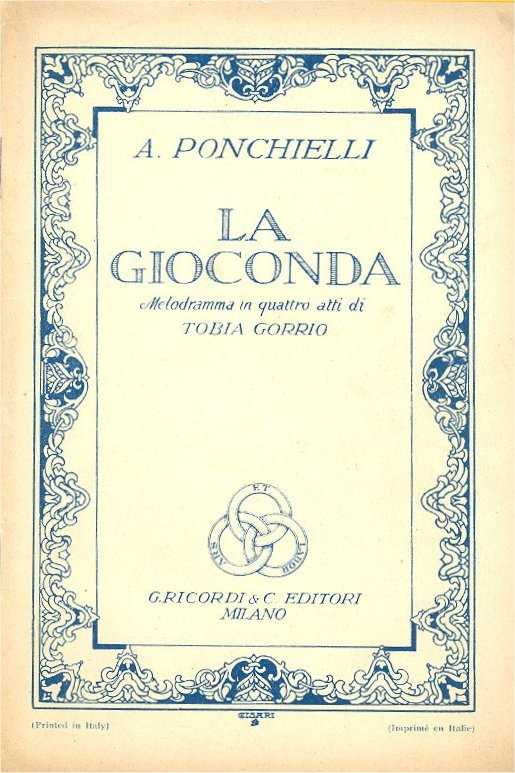

La Gioconda là vở opera 4 màn của nhà soạn nhạc người Ý Amilcare Ponchielli. Tác phẩm này có lời được sáng tác bởi Arrigo Boito, dựa trên vở kịch Angelo, bạo chúa của Padua của đại văn hào người Pháp Victor Hugo. Được trình diễn lần đầu tiên vào năm 1876, La Gioconda là một thành công lớn của Ponchielli. Đây cũng là vở opera nôi tiếng nhất của ông. Trong tác phẩm này, điệu nhảy của thời gian là khúc nhạc nổi tiếng hơn cả. 